# Шевалев, Владимир Александрович
Владимир Александрович Шевалев (1862, Одесса, Херсонская губерния — 16 [29] апреля 1914, Сан-Ремо, Лигурия) — российский архитектор, гражданский инженер. Автор ряда зданий в Одессе и Петербурге, специалист в области железобетонного строительства.

## Биография
Родился в 1862 году в Одессе, в семье дворян Калужской губернии. Первоначальное образование получил в одесском реальном училище. По окончании курса поступил в Рижское политехническое училище, а через год, в 1882 году, перешёл в петербургский Институт гражданских инженеров. В 1887 году окончил обучение с золотой медалью, полученной за защиту инженерного проекта, со званием гражданского инженера и правом на чин X класса. 
В 1887 году причислен к ТСК МВД и поступил на Петербургский металлический завод, где занимался разработкой проектов по устройству отопления и вентиляции и, в то же время, частной практикой у архитекторов и при редакции журнала «Сельский хозяин» по проектированию сельскохозяйственных построек. В 1888 году поступил на службу в департамент таможенных сборов министерства финансов, где состоял в распоряжении старшего архитектора департамента. С 1890 года назначен в Одессу окружным таможенным архитектором южного округа и, кроме того, причислен в одесской городской управе сверхштатным техником. В 1891 году занял должность одесского городского инженера, на которой пробыл около двух лет. По поручению управы принимал участие в постройке многих городских сооружений, в том числе наблюдал за производством работ по устройству отопления и вентиляции в больнице душевнобольных и в народной аудитории на 1000 чел. в Одессе. 
В 1893 году получил приглашение перейти на службу в Петербург на должность старшего архитектора штаба отдельного корпуса пограничной стражи. По рекомендации бывшего вице-директора департамента таможенных сборов Н. П. Забугина занял должность архитектора попечительства о народной трезвости, на которой пробыл 10 лет. За это время принял участие в постройке ряда народных театров в Петербурге – в Таврическом саду, на Стеклянном заводе, в Екатерингофе, а также разрабатывал проект постройки Народного дома и перевозки для этого машинного отдела Нижегородкой выставки. 
В 1900-х годах занялся вопросами железобетонных работ: сперва теоретически, а затем принял участи в качестве инженера в конторе Чуксанова и Макарова, где руководил производством железобетонных работ в политехническом институте. В 1906 году контора прекратила деятельность и Шевалев открыл собственное строительное бюро железобетонных работ. К 1910-м годам в Петербурге не было ни одной крупной постройки, в которой не принимало бы участие строительное бюро Шевалева. К наиболее крупным объектам Шевалева относятся: элеватор министерства торговли и промышленности на Гутуевском острове, библиотека Российской академии наук, Зоологический музей при Академии наук, Государственная типография, храм в память 300-летия царствования дома Романовых, Воскресенский Новодевичий монастырь, Морской собор в Кронштадте, разного рода постройки и сооружения на заводах: Шуккерта, Гейслера, общества электромеханических сооружений, Сампсониевской мануфактуры и других; в институтах: гражданских инженеров, путей сообщения, политехническом, женском педагогическом, ордена св. Екатерины и других; в учреждениях различных ведомств: главного управления уделов, управления сберегательными кассами, Государственного банка и других; в Мариинском и Михайловском театрах, в некоторых дворцах и в целом ряде частных домов.
В 1913 году отделение бюро открылось в Москве, где принимало участие в строительстве вокзала Московско-Казанской дороги. 
Действительный член Петербургского общества архитекторов (с 1896 года). Действительный статский советник.
Проживал в Петербурге по адресу: Офицерская улица, 26 (1908—1914).
Скончался 16 (29) апреля 1914 года в Сан-Ремо (Италия), куда приехал на отдых и лечение.

## Проекты и постройки

### Одесса
- Здание таможни (перестройка), несколько небольших таможенных зданий (1887—1892)[3];
- Три дома-особняка[3], в том числе особняк А. Я. Поммера. Улица Сабанеев Мост, 3 (1893—1894, совместно с архитектором В. М. Кабиольским)[9].

### Санкт-Петербург
- Комплекс зданий Отдельного корпуса пограничной стражи. Ждановская улица — улица Красного Курсанта (1890—1900-е)[4];
- Народный театр «общедоступных развлечений» (перестройка). Мельничная улица (1898, не сохранился)[4];
- Дом Покровской общины сестер милосердия. Набережная канала Грибоедова, 160 (1900)[4];
- Здание мастерских им. К. К. Грота для взрослых слепых (расширение). Улица Профессора Попова, 37 (1908)[10];
- Здание убежища князей Волконских для слепых женщин (перестройка). Саперный переулок, 7 (1900, 1909)[11][4];
- Производственные здания товарищества табачной фабрики А. Н. Богданова (перестройка). Улица Марата, 69—71 (1912)[4].